# Marinemalerei
Die Marinemalerei ist ein Bereich der Malerei, der maritime Themen auf Gemälden zeigt. Ein entsprechendes Werk wird als Seestück bezeichnet. Bis ins 19. Jahrhundert wurde die See, beziehungsweise das Meer, nie allein dargestellt; Wasserfahrzeuge aller Art, Größe und Anzahl waren die Hauptthemen. Die Marinemalerei als Sujet wird sehr weit gefasst, kann damit auch Landschaften, Personen und Ereignisse zeigen und reicht so in mehrere Bildgattungen hinein. Die Entwicklung als eigenständiges Thema begann im 16. Jahrhundert und gelangte im 17. Jahrhundert in den Niederlanden zu einer ersten Blüte.

## Begrifflichkeit
Der Begriff „Marine“-Malerei für Gemälde mit maritimen Inhalt etablierte sich im deutschsprachigen Raum erst am Ende des 19. Jahrhunderts. Besonders die Teilhabe an der Propaganda für die wilhelminischen Flottenpläne trug dazu bei. Vorher wurden die Inhalte einzeln bezeichnet, z. B. Seesturm, Seeschlacht, Strandstück. Allerdings wurden bereits in Frankreich im 18. Jahrhundert maritime Gemälde summarisch mit marine (fr.) bezeichnet. Es waren eher ästhetische, den maritimen Landschaften zurechenbare Werke. Möglicherweise stammt der Begriff „Marine“-Malerei auch auf diesem Weg aus der französischen Sprache, der angesehenen Sprache des bürgerlichen und höheren Standes. Seit 1830 gibt es in Frankreich sogar einen Peintre Officiel de la Marine. Im Laufe des 19. Jahrhunderts bürgerte sich der Begriff Marine für die Seestreitkräfte eines Landes ein. Als Kontrast dazu und vor dem Hintergrund der Nationalstaatsidee gebrauchte man für die Handelsschifffahrt auch den Begriff Handelsmarine. Damit war es möglich, für alle Varianten maritimer Gemälde mit irgendwelchen Wasserfahrzeugen den Begriff Marinemalerei zu verwenden. Dieser Begriff übertrug sich dann auch auf alle Formen maritimer Darstellungen. Synonym wird auch Seemalerei verwendet und international sea art, marine art, zeeschilderkunst, peinture marine.

## Thematische Abgrenzung
Dadurch, dass sich die Marinemalerei nur durch die Betonung eines maritimen Hauptmotivs von anderen Themen der Malerei unterscheidet, ist eine Abgrenzung von anderen Bereichen schwer möglich. Es gibt zudem keine Literatur, die sich einer globalen Überblicksdarstellung widmet. Die vorhandenen Studien beziehen sich entweder auf eine Epoche, eine Region oder eine Thematik innerhalb der Marinemalerei. In der Kunstgeschichtsforschung wird dann auch die Marinemalerei in mehreren Bildgattungen behandelt. Bevorzugt wird hier die Landschaftsmalerei als übergeordnetes Thema verwendet, oft mit dem Hinweis, dass z. B. Darstellungen von Seeschlachten anderen Bildgattungen zuzurechnen sind. Diese können, je nach Qualität, Aktualität und Verwendungszweck, mit Ereignisbildern, der Historienmalerei und Repräsentation oder Memoria verglichen werden. Ein weiteres wichtiges Thema in der Marinemalerei war die Religion und Mythologie. Themen aus der Bibel, z. B. Jonas und der Wal, Jesus auf dem See Genezareth, die Arche Noahs, oder der Antike, z. B. Sturz des Ikarus, Odysseus oder der Kampf um Troja, wurden in immer neuen Aspekten und Ansichten verwandt. Einzelne Werke können auch Stillleben und Porträts zugerechnet werden. Allerdings sinkt der maritime Anteil vom Bedeutungs-Zusammenhang auf Darstellungen des Bedeutungs-Hintergrundes oder Bild-Hintergrundes. Ähnliches ließe sich über Hafen-, Stadt-, Strand- und Flussansichten in Bezug auf die Landschaftsmalerei sagen.
Da gerade im 17. Jahrhundert die Emblematik eine bedeutende Rolle in der Kunst spielte, können für viele Marinebilder ebenfalls allegorische Interpretationen angenommen werden. Zumal das Schiff in mehrfacher Hinsicht als Symbol gesehen werden kann. Sei es, dass Werke als Schiff des Lebens in Sturmbildern oder als Staat als Schiff in Seeschlachten gelesen werden können. Deshalb ist die Verzierung und Beflaggung der gezeigten Schiffe oft zweideutig. Es können real existierende Fahrzeuge dargestellt sein, die in einer Art Vedute arrangiert sind. Es ist aber auch möglich, lediglich Phantasieprodukte in Anlehnung an die Wirklichkeit zu sehen sind. Das Problem in allen diesen Fällen ist, dass die Schiffe des 17. und 18. Jahrhunderts auch Kunstwerke sind und ebenfalls dreidimensionale Allegorien darstellen.
Ein besonderer Bereich der Marinemalerei ist das Kapitänsbild.
Nachdem schon die thematische Abgrenzung der Marinemalerei schwer ist, ist die nachträgliche Bezeichnung von Künstlern als Marinemaler noch fragwürdiger. Denn viele zeigen auch Motive aus anderen Bereichen. Deshalb ist die Zuschreibung, z. B. von Turner, Vernet oder C.D. Friedrich, als Marinemaler nur für Teile ihres Œvres gültig. Bei anderen Künstlern, mit einzelnen auch bedeutenden und bekannten maritimen Motiven in ihrem Werk, ist die Beschreibung als Marinemaler eher abzulehnen. Beispiele seien hier Peter Lely und Lyonel Feininger.
Besonders viele und auch bedeutende Werke sind neben Kunst- oder Kunsthistorischen Museen, auch in historischen und speziell schifffahrtsgeschichtlichen Sammlungen vorhanden. Diese Werke wurden oft aus einem dokumentarischen Blickwinkel betrachtet. Dadurch gingen tatsächlich vorhandene Bedeutungen (z. B. Allegorie) verloren und andererseits wurde die Kritik an historischen Unrichtigkeiten überbewertet. Mit dieser Ausblendung aus dem kunstwissenschaftlichen Betrieb sank der Stellenwert der Marinemaler innerhalb der Kunst und wurde von der Kunstgeschichte wenig beachtet. Erst seit den 1980er Jahren wurde die Notwendigkeit einer Zusammenarbeit von Kunst- und Schifffahrtsgeschichte auch in Deutschland erkannt und umgesetzt.

## Entwicklung

### 16. Jahrhundert
Gemälde mit maritimen Themen gab es auch schon in diesem Jahrhundert und stellen meist Allegorien aus christlichen oder antiken Mythologien dar. Hierbei besteht aber das Problem, dass die Künstler zeitgenössische Schiffe darstellen und nur über andere Details der eigentlich gemeinte Bildinhalt für heutige Betrachter erkennbar ist. Daneben sind auch Werke bekannt, die sich zeitgenössischen realen Situationen widmen. Neben der Mythologie und dem Herrscherlob sind in diesem Jahrhundert auch kartographische Gemälde für die Marinemalerei von Bedeutung. Sie zeigen meist Städte und die Quelle ihres Reichtums oder ihrer besonderen Bedeutung in Form von lebhafter Schifffahrt.

### 17. Jahrhundert
Zu einem eigenen Thema entwickelte sie sich im 16. Jahrhundert in den Niederlanden und gelangte im 17. Jahrhundert zu einer ersten Blüte. Als einer ihrer Begründer gilt Hendrick Cornelisz. Vroom. Die Marinemalerei in den Niederlanden des Gouden Eeuw, des Goldenen Jahrhunderts, wird meist in drei Zeitabschnitte strukturiert. Vroom gilt dabei als Vertreter der ersten, farbig dokumentarischen Periode. Jan Porcellis und Simon de Vlieger als Exponenten der mittleren, tonalistischen Etappe. Daran soll wieder eine Phase der Farbigkeit bis Buntheit anschließen. Als Beispiel für diesen Zeitraum kann man Abraham Storck nennen.
Für die Marinemalerei der Niederlande gewann das Verhältnis Künstler-Käufer besondere Bedeutung – anders als in übrigen europäischen Regionen. Nur hier gelang dem Künstler, auch auf Vorrat und ohne Bestellung Werke absetzen zu können. Diese kleineren und weniger anspruchsvollen Werke verkaufte man in großen Mengen, auch auf Jahrmärkten. Deshalb produzierten die Künstler nicht ausschließlich Werke eines speziellen Genres. Viele Produzenten blieben daher unbekannt und verschwanden hinter größeren Namen. Ebenfalls ein Phänomen der Niederlande bildete die „Laienmalerei“: Künstler, die nicht zum Lebensunterhalt malten, aber trotzdem professionelle Werke schufen.
Für das 17. Jahrhundert sind aus anderen europäischen Regionen Werke, die als Marinemalerei ansprechbar sind, nur in einzelnen Exemplaren bekannt. Es fehlte entweder an einer breiteren Käuferschicht für dieses Thema oder für Aufträge gab dieses Thema nicht den erwarteten Prestigegewinn. Insgesamt bleibt festzuhalten, dass keine auf maritime Szenen spezialisierte Künstler feststellbar sind. Gerade für spezielle Aufträge vergab man diese an die bekannteren niederländischen Künstler. Andererseits waren Künstler aus den Niederlanden bemüht, der Konkurrenz ins Ausland zu entfliehen.
Aus heutiger Sicht sind für dieses Jahrhundert die Künstler Jan van de Cappelle, Ludolf Backhuysen und Vater und Sohn Willem van de Velde am bekanntesten.
Mit der Änderung der politischen und sozialen Lage im Europa des letzten Drittels des 17. Jahrhunderts, fiel die Nachfrage, dafür eröffneten sich in England und Frankreich die Höfe für dieses Thema. Beide Königreiche schenkten ihren Flotten verstärkte Aufmerksamkeit und investierten. Damit dies nicht nur im Hafen und im Budget sichtbar wurde, sondern auch bei Hofe und für deren Gäste, wurden nicht mehr nur einzelne Arbeiten in Auftrag gegeben, sondern sogar Künstler als königliche Marinemaler (Willem van de Velde der Ältere und Jüngere) angestellt. Besonders nach England gingen niederländische Marinemaler oder verkauften dorthin hauptsächlich ihre Werke, während Frankreich lediglich Vorbilder für die eigenen Künstler suchte. So entwickelt sich in beiden Ländern die Marinemalerei sehr unterschiedlich. Während man für England, bzw. Großbritannien, von einer Traditionslinie von der Kunst der van de Veldes und Backhuysen sprechen kann, besteht die französische Marinemalerei auf eigene Akzente.

### 18. Jahrhundert
Die Fortsetzung der niederländischen Marinemalertradition in Großbritannien zeigt sich z. B. in den Werken von Isaac Sailmaker, Adrien van Diest und Jacob Knyff. Die nachfolgende Generation von Marinemalern in Großbritannien waren nicht mehr mit den Niederlanden verbunden. Sowohl Peter Monamy als auch Samuel Scott (ca. 1702–1772) erprobten sich durch Kopieren und Neuinterpretieren der Werke aus dem Studio der van de Veldes. Beide legten dabei eine eigene Betrachtungsweise in ihre Arbeiten. Selbst nachfolgende Marinemaler wie Charles Brooking, Robert Dodd und die Familien Clevely und Serres bedienen sich für Vorlagen bei den Niederländern, besonders van de Velde und Backhuysen. Nachdem letzterer erfolgreich eine Stichserie seiner Werke publizierte, sind auch im 18. Jahrhundert von Marinemalern Stiche ihrer Werke zu finden.
Auffallend für die Werke aller britischer Marinemaler des Jahrhunderts ist der hohe Anteil militärischer Darstellungen. Neben einzelnen Kriegsschiffen sind Flottenrevuen, Einzelgefechte und Seegefechte zu finden. Selbst bei Seestürmen sind überwiegend militärische Fahrzeuge zu beobachten. Bei ruhigen Seestücken ist die Küstendarstellung überwiegend. Allen gemeinsam ist die betont naturalistisch scheinende Wirkung in der Zeichnung und Farbgebung. Häufiger werden in der Marinemalerei Nachtstücke, Hafenkulissen und speziell Marineanlagen oder administrative Gebäude gezeigt. In den Nachtstücken wird besonderer Wert gelegt auf den Kontrast zwischen Licht und Dunkelheit. Neu ist hier aber die Wiedergabe der konkreten Lichtquelle: Mondlicht, Kanonenschüsse oder brennende Schiffe. Das Spektrum der dargestellten Themen wurde besonders durch John Clevely den Älteren (ca. 1712–1777) erweitert. Szenen, die Docks, Stapelläufe und Schiffsmodelle und Porträts von Schiffen und Häfen zeigen, sind neu.
Während in Großbritannien eine größere Zahl Marinemaler bekannt ist, ist die Anzahl in Frankreich deutlich geringer. Der bedeutendste Vertreter ist Claude Joseph Vernet (1714–1789). Neben dem königlichen Großauftrag, die französischen Marinehäfen zu zeigen, ist er durch seine Sturmdarstellungen bekannt geworden. Seine Werke sind eher maritime Landschaftsbilder als eigentliche Seestücke. Sowohl seine dramatischen Seestürme als auch seine ruhigen Werke zeigen einen sentimentalen und moralisierenden Blick. Sie gehören in die Tradition des Schäferidylls und der Italianisanten. Bei ihm rücken die Genredarstellungen in den Mittelpunkt und verbinden so die Landschaftsmalerei mit der Historiendarstellung. Seine Arbeiten beeinflussten britische Marinemaler, z. B. Dominic Serres und die Clevely Familie. Ein französischer Vertreter des dokumentarischen und naturalistischen Stils ist Nicolas Ozanne.
Erst mit den Künstlern Philipp Jakob Loutherbourg der Jüngere (1740–1812) und Joseph Mallord William Turner (1775–1851) kommt man in der Marinemalerei ab von der Tradition dokumentarischer Darstellung, und eine persönlichere, expressivere Form wird eingeführt. Nautische Details weichen emotionalen Effekten. Mit den Schiffbruchdarstellungen Vernets beginnend, wandeln sich die Figuren im Bild von einer Allegorie für die Menschheit über die Vedute zum Handlungsträger im Bild. Von der Aufklärung beeinflusst, werden die Personen als handelnde Menschen dargestellt. Im 18. Jahrhundert wird noch der Rettungsaspekt überwiegen.

### 19. Jahrhundert

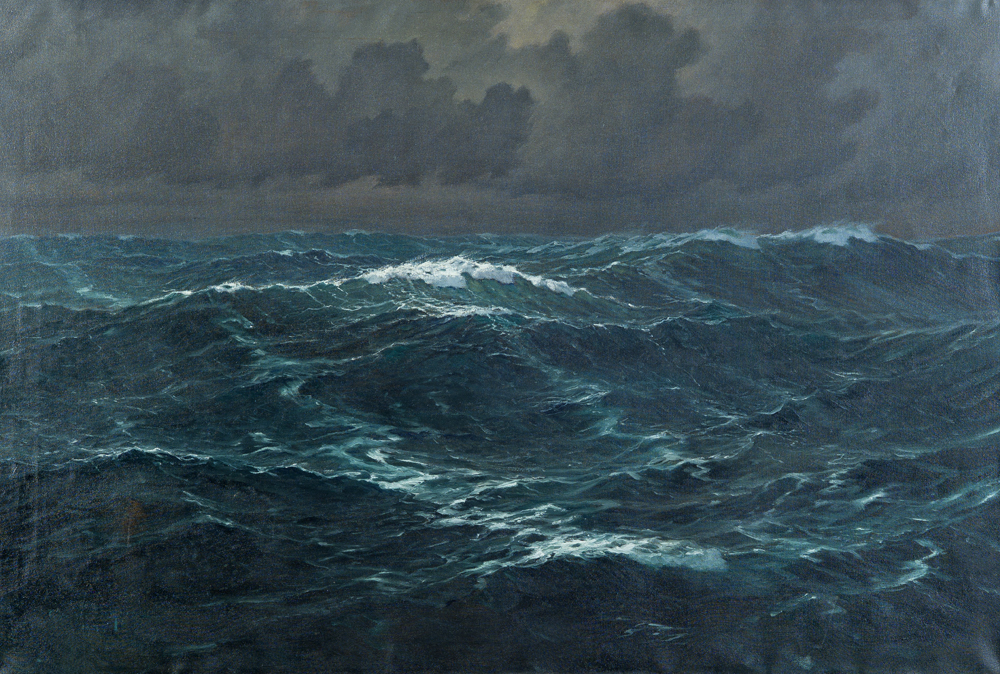
Ein Beispiel für die Darstellung einer „leeren See“, in der die Naturgewalten auf See die Hauptrolle spielen. Kein Anzeichen menschlichen Handelns ist zu sehen. Tosende See, Gemälde von Fritz W. Schulz

Aber bereits bei dem „Floß der ‚Medusa’“ von Théodore Géricault von 1818/19 werden alle menschlichen Gefühle aufgezeigt. Dabei ist die gezeigte Szene – ein Rettungsfloß auf freier See – nur die Folie für das Zeigen der menschlichen Gefühlsregungen. Der Künstler verwendete für diese Arbeit viele Arbeiten von früheren Künstlern. Caspar David Friedrich (1774–1840) zeigt dagegen die Landschaft als Metapher für das Leben. Der Romantik verpflichtet bieten seine Werke emotional ansprechende Bilder.
Dem Verständnis der Romantik und des Historismus folgend, bemühten sich viele Marinemaler, Episoden und Ereignisse aus ihrer nationalen Vergangenheit darzustellen. Für dieses Jahrhundert ist große Vielfalt an individuellen Interpretationen bekannter maritimer Themen (Sturm, Untergang, Windstille, Seeschlacht) auffallend. Nach einer Zeit mit besonders vielen dramatisch zugespitzten Motiven (Seeschlacht, Schiffbruch, Untergang) werden sie von ruhigeren und realeren Szenen abgelöst. Diese vorbildgetreueren Darstellungen münden in einen Alltagsrealismus und Milieuschilderungen. Neu ist die Darstellung der „leeren See“. Im Bemühen der Romantiker, die Unendlichkeit der Welt zu zeigen, verfügten die Gemälde über immer weniger Beiwerk. Friedrich gab seinen Werken durch gezieltes Licht einen symbolischen Gehalt von Unendlichkeit. Andere Künstler interessierte die Darstellung der Kraft der Wellen und Wasser. Dafür waren die Wogen am Felsen wirkungsvoller als Schiffe und Menschen.
Nach den Napoleonischen Kriegen werden überall in Europa nationale Gefühle geweckt. Auch in der Marinemalerei sind diese allgemeinen Tendenzen wiederauffindbar. Mittlerweile hat fast jedes Land mit einer Seeküste Marinemaler. Nach einem Jahrhundert der Bedeutungslosigkeit greifen in den Niederlanden Künstler traditionelle maritime Themen mit dokumentarischer Genauigkeit auf. Maler wie Hermanus Koekkoek der Ältere (1815–1882), Martinus Schoumann und Johannes Christiaan Schotel schließen sich dabei bewusst an die große Zeit der niederländischen Marinemalerei an.
Ebenso wie diese Niederländer hat auch Johan Christian Clausen Dahl als skandinavischer Marinemaler seinen Werken eine reale geographische Identifizierung gegeben. Diese Arbeiten sind topographisch und als Handlung („Medusa“ Géricault) identifizierbar. Diese Realitätstreue wird sich im Laufe des Jahrhunderts noch verstärken. Beispielsweise legte der ehemalige Seemann und später höchst erfolgreiche britische Marine- und Landschaftsmaler Clarkson Stanfield besonderen Wert auf die korrekte Darstellung auch kleinster technischer Details an den gemalten Schiffen. Er konsultierte bei der Komposition der Darstellung großer Schlachten wie jener der Battle of Trafalgar (1836) genaue Aufzeichnungen des jeweiligen Schlachtverlaufs sowie historische Augenzeugenberichte.

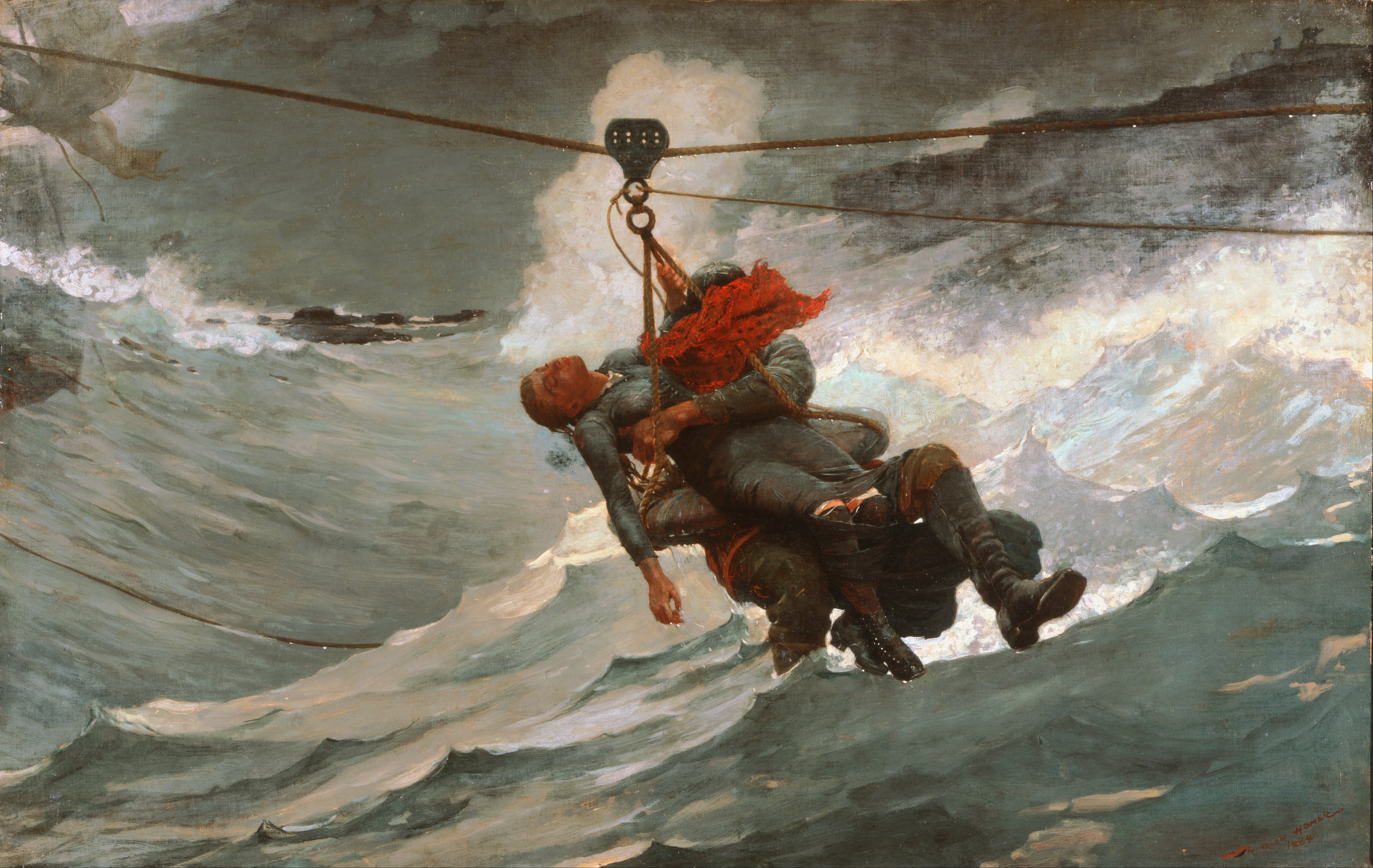
1883 beobachtete Winslow Homer in Atlantic City die Vorführung einer Seenot-Rettung mit einer Hosenboje.

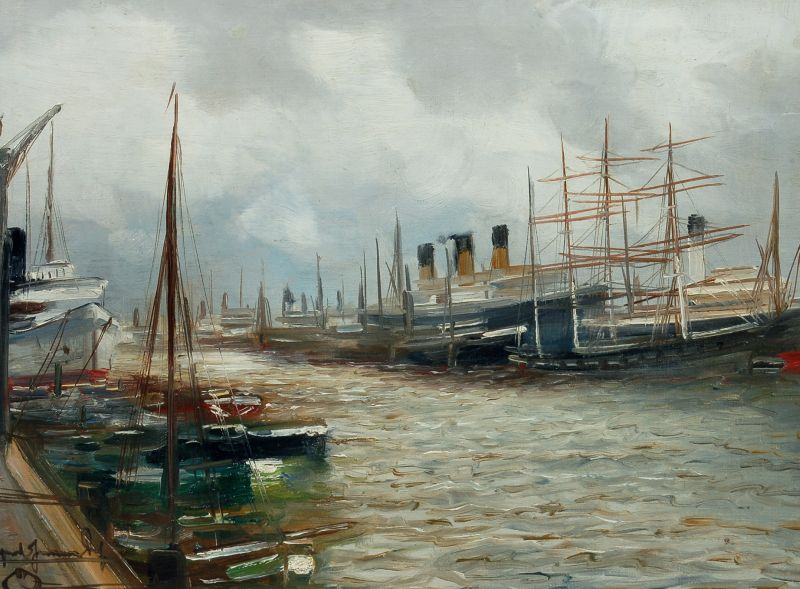
Alfred Jensen: Dalmannkai in Hamburg, wohl 1897

In Russland ist als bedeutendster Vertreter dieser Richtung Iwan Konstantinowitsch Aiwasowski (1817–1900) zu nennen. Daneben geben viele Künstler auch historisch ruhmreiche oder bedeutende Ereignisse der maritimen Geschichte ihres Landes wider. Théodore Gudin sei hier als französisches Beispiel genannt. Der US-amerikanische Maler und Zeichner Winslow Homer (1836–1910) hatte in Maine ein Atelier an der Atlantikküste mit Blick aufs Meer. Selbst Länder mit kurzer maritimer Tradition lassen sich von einer Marinebegeisterung anstecken, und es finden Künstler für dieses Thema Aufträge und Gönner, zum Beispiel Alexander Kircher in Österreich-Ungarn oder Hans Bohrdt und Willy Stöwer im wilhelminischen Deutschland. Ein weiterer Vertreter war der dänisch-deutsche Marinemaler Alfred Jensen (1859–1935), der für Hamburger Hafenmotive bekannt wurde.
Mit der technischen Entwicklung und den gesellschaftlichen Veränderungen ab der Mitte des Jahrhunderts ändert sich auch das Bild in der Marinemalerei, und neue Themen werden behandelt. Neben den „leeren Seen“ (nur Wasser und Himmel, keine Menschen, Schiffe oder Land) wird auch die menschliche Arbeit als schwere körperliche Anstrengung gezeigt und auch die technische Entwicklung als „Fortschritt“ dargestellt. Es werden Schiffe mit Dampfantrieb gezeigt, wie diese gegen den Wind manövrieren, während Segelschiffe im Hintergrund diesen Kurs nicht halten können.

### 20. / 21.  Jahrhundert

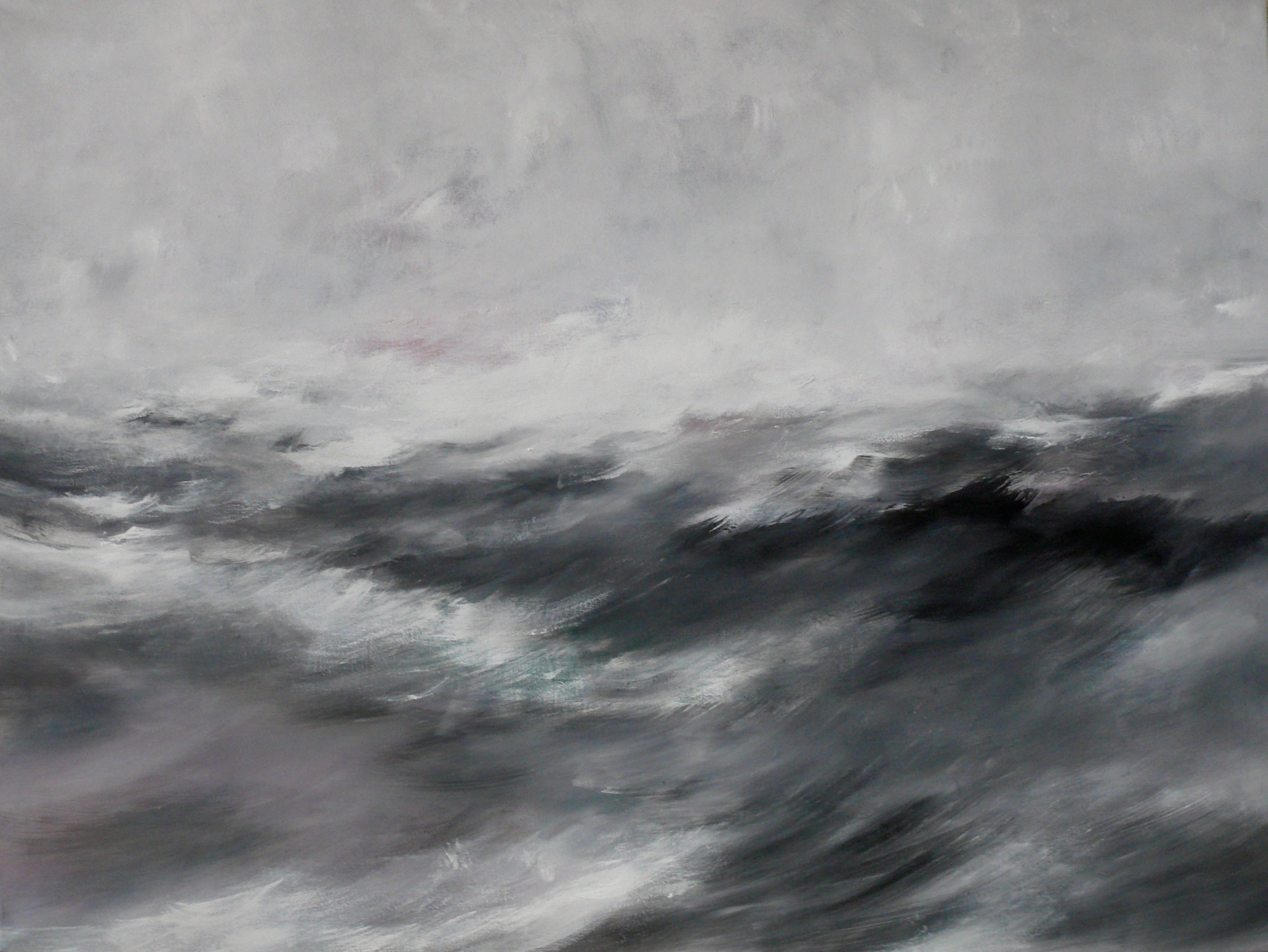
Ingo Kühl Seebild, 2014
Öl auf Leinwand 150 × 200 cm

Im 20. Jahrhundert verzichteten viele Reeder auf gemalte Schiffsporträts, da nun das Medium der Fotografie zur Verfügung stand. Einer der letzten deutschen Marinemaler, dessen Werke im größeren Umfang von Reedereien bestellt wurden, war Eduard Edler.
Exemplarisch für zeitgenössische Maler, die sich der Darstellung des Meeres gewidmet haben, können genannt werden: Rudolf Ressel († 2012), Gerhard Richter (* 1932), Werner Knaupp (* 1936), Hans-Peter Wirsing (1938–2009), Anselm Kiefer (* 1945), der Engländer John Virtue (* 1947), Bernd Zimmer (* 1948), Rainer Fetting (* 1949), Ingo Kühl (* 1953), Susanne Knaack (* 1962), Olaf Rahardt (* 1965).

## Trivia

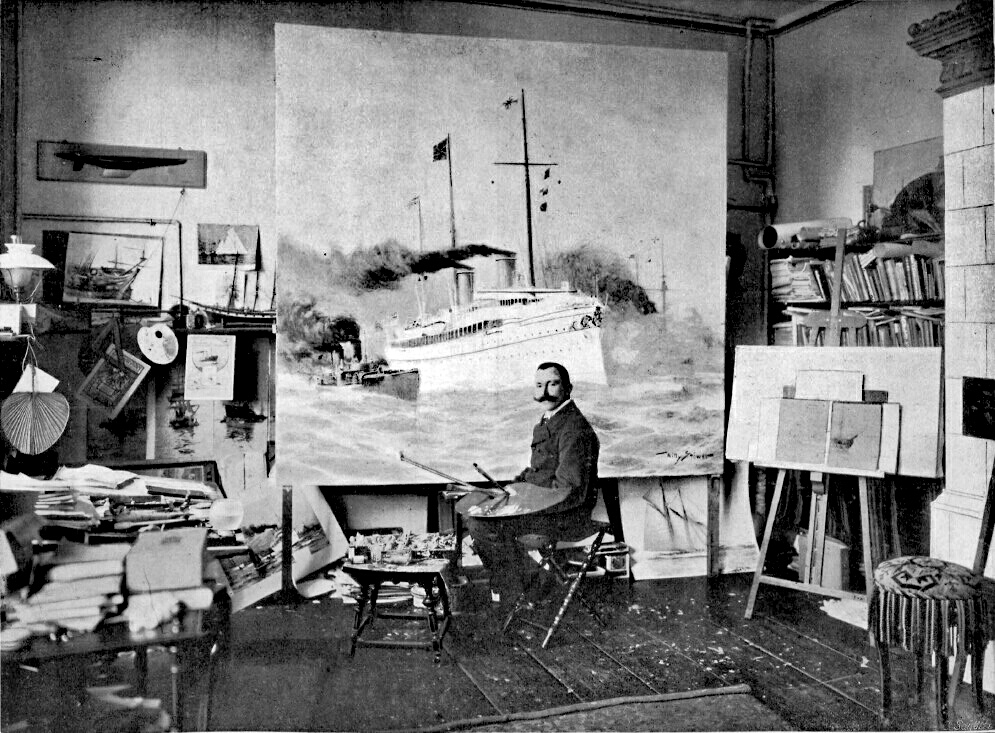
Willy Stöwer in seinem Atelier

Wiederholt wurden Schiffsmodelle oder Teilmodelle als Vorlagen für Marinemaler erwähnt bzw. sind auf Fotos von Künstlern zu sehen. So existieren von Edward William Cooke, Hendrik Willem Mesdag und Willy Stöwer Fotos mit einem bzw. mehreren Schiffsmodellen in ihren Ateliers. Inwieweit sich diese Modelle unter den Sammlungsstücken maritimer Museen befinden, ist ungewiss. Das teuerste Malermodell soll, nach Johann Wolfgang von Goethes Auskunft, das von Jakob Philipp Hackert gewesen sein. Um Hackert ein exklusives Vorbild eines explodierenden Schiffes zu geben, wurde ein altes Schiff aus der Flotte der Zarin in Livorno in Brand gesteckt.
Bis zum Ende des 18. Jahrhunderts arbeiteten verschiedene Marinemaler auch als Maler, Schnitzer und Dekorateure auf Werften. Ebenso sind ihre Arbeiten nicht auf Gemälde beschränkt. Ihre maritimen Motive sind auch auf Särgen, Tapisserien, Grabmälern und Seekisten zu finden. Es sind auch Gemeinschaftsarbeiten mit Porträtisten bekannt, wo sie dann den maritimen Hintergrund gestalteten.